# Mesa digitalizadora

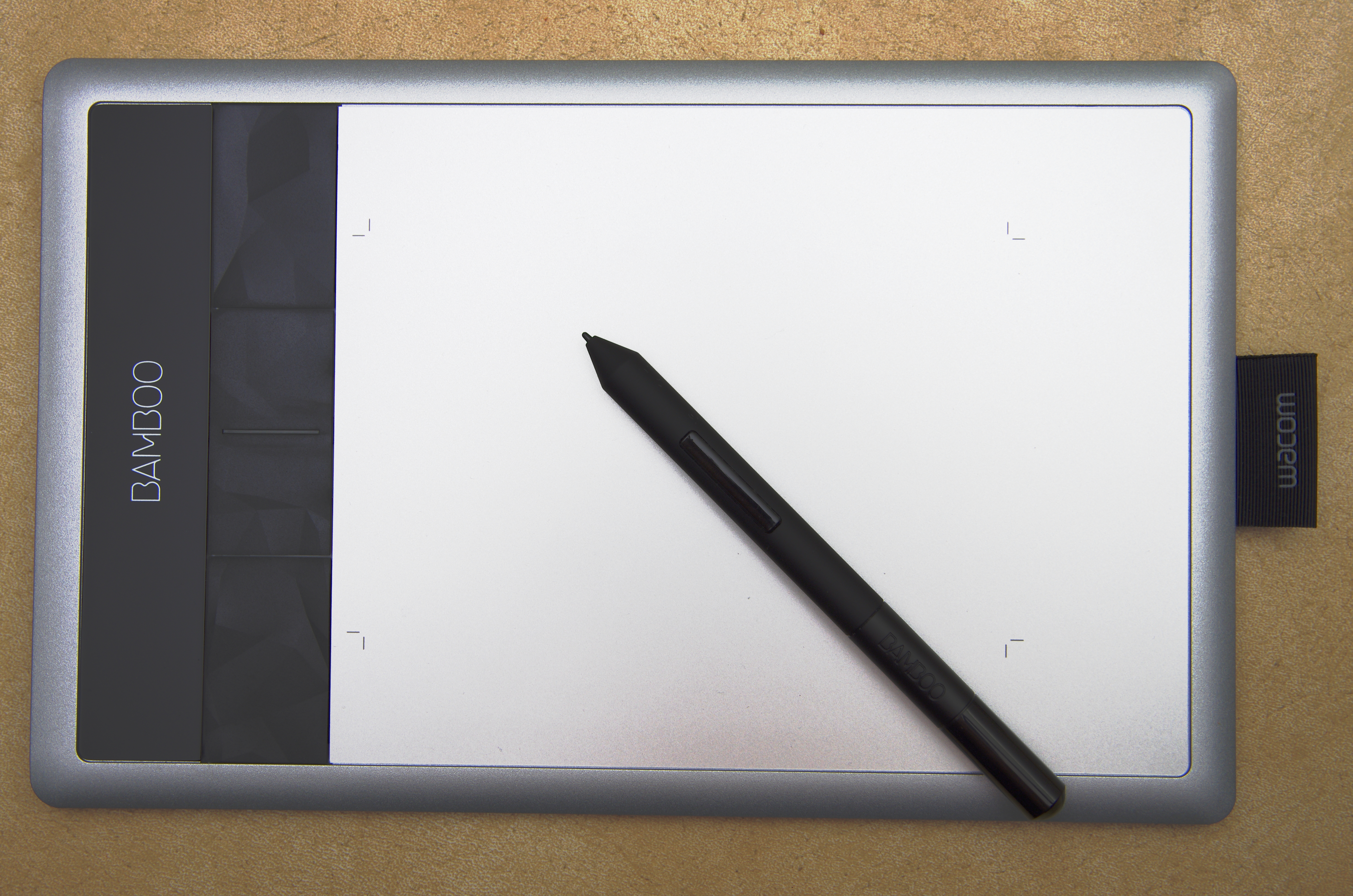
Mesa digitalizadora Wacom Bamboo Capture e caneta tipo caneta

Mesa digitalizadora ou tablet gráfico(pt-BR) é um dispositivo periférico de computador que permite a alguém desenhar imagens diretamente no computador, geralmente através de um software de tratamento de imagem. tablets gráficos consistem de uma superfície plana sobre a qual o utilizador pode "desenhar" uma imagem usando um dispositivo semelhante a uma caneta, denominado "stylus". A imagem geralmente não aparece no tablet propriamente dito, mas é exibida no monitor do computador.
É interessante notar que o "stylus", como tecnologia, foi originalmente desenvolvido como parte do aparato eletrónico, mas posteriormente, ele passou apenas a desempenhar o papel de um "ponteiro" macio, porém preciso, que não danificasse a superfície do tablet ao "desenhar".

## Histórico
Os primeiros tablets gráficos, denominados spark ou tablet acústico, usavam um stylus que gerava estalidos com uma vela de ignição. Os estalidos eram então triangulados por uma série de microfones que localizavam a caneta no espaço. O sistema era bastante complexo e caro, e os sensores eram suscetíveis a interferências e ruídos externos.
O primeiro tablet gráfico a lembrar os dispositivos contemporâneos foi o tablet RAND, também conhecido por Grafacon (de Graphic Converter ou Conversor Gráfico), apresentado em 1964. O tablet RAND utilizava uma retícula de fios sob a superfície da cobertura do dispositivo, que codificavam coordenadas horizontais e verticais em sinais magnéticos. O stylus recebia o sinal magnético, que podia então ser decodificado como informação da coordenada.
Digitalizadores tornaram-se relativamente populares em meados dos anos 1970 e início dos anos 1980 devido ao sucesso comercial do ID (Intelligent Digitizer) e BitPad, produzidos pela Summagraphics Corp. Estes digitalizadores eram usados como dispositivos de entrada para muitos sistemas CAD (Computer Aided Design) de alta capacidade, bem como eram fornecidos com PCs e programas de CAD, como o AutoCad.
A Summagraphics também fez uma versão OEM do seu BitPad, que era vendido pela Apple Computer como um acessório do Apple II. Estes tablets usavam uma tecnologia magneto-restritiva a qual empregava uma retícula feita de uma liga especial esticada sobre um substrato sólido para localizar com precisão a ponta do stylus ou o centro de um cursor digitalizador na superfície do tablet. Esta tecnologia também permitia a medida da Proximidade ou eixo "Z".
O primeiro tablet gráfico para um computador doméstico foi o KoalaPad. Embora tenha sido originalmente projetado para o Apple II, o Koala eventualmente ampliou sua aplicabilidade a praticamente todos os computadores domésticos com suporte gráfico, entre os quais o TRS-80 Color Computer, Commodore 64 e a família Atari de 8 bits. tablets concorrentes foram eventualmente produzidos; os modelos fabricados pela Atari eram considerados como de alta qualidade.
Os tablets gráficos modernos funcionam de modo similar ao tablet RAND. Nos dispositivos modernos, contudo, os fios horizontais e verticais da retícula são separados por um isolante fino. Quando é aplicada pressão no tablet, o fio horizontal e o fio vertical associados com o ponto correspondente da retícula se encontram, fazendo com que uma corrente elétrica flua em cada um dos fios. Dado que uma corrente elétrica só está presente em dois fios que se encontram, uma coordenada única para o stylus pode ser recuperada. A detecção num dispositivo apontador é auxiliado acessoriamente por um campo magnético fraco que se projeta aproximadamente uma polegada da superfície do tablet. É importante observar que, diferentemente do tablet RAND, os tablets modernos não necessitam de componentes eletrônicos no stylus e qualquer ferramenta que forneça uma "ponta" precisa pode ser usada sobre a superfície do tablet.
Os tablets gráficos produzidos pela Wacom fazem uso principalmente da tecnologia de indução eletromagnética, onde o próprio tablet funciona como uma bobina transmissora e receptora. O tablet gera um sinal, o qual é recebido por um circuito na caneta. Mudando a pressão no stylus ou pressionando um comutador, muda a capacitância, a qual então se reflete no sinal gerado pela caneta. Alguns ajustes modernos também fornecem informação de pressão, mas os componentes eletrônicos para esta informação estão presentes no miolo do stylus, não no tablet.
tablets gráficos estão disponíveis em várias faixas de tamanho e preço; os de tamanho A6 são relativamente baratos enquanto os modelos A3 são os mais caros. Os tablets modernos geralmente se conectam ao computador através de uma interface USB.

## Características
Normalmente, os tablets são caracterizados pelo tamanho do dispositivo, área de desenho, tamanho da resolução («área ativa», que é medida em lpi), sensibilidade à pressão (nível de variação do tamanho dos golpes com a pressão), número de botões e tipos e número de interfaces: Bluetooth, USB; etc. A precisão real do desenho é restrita ao tamanho da ponta da caneta.

## Tecnologia

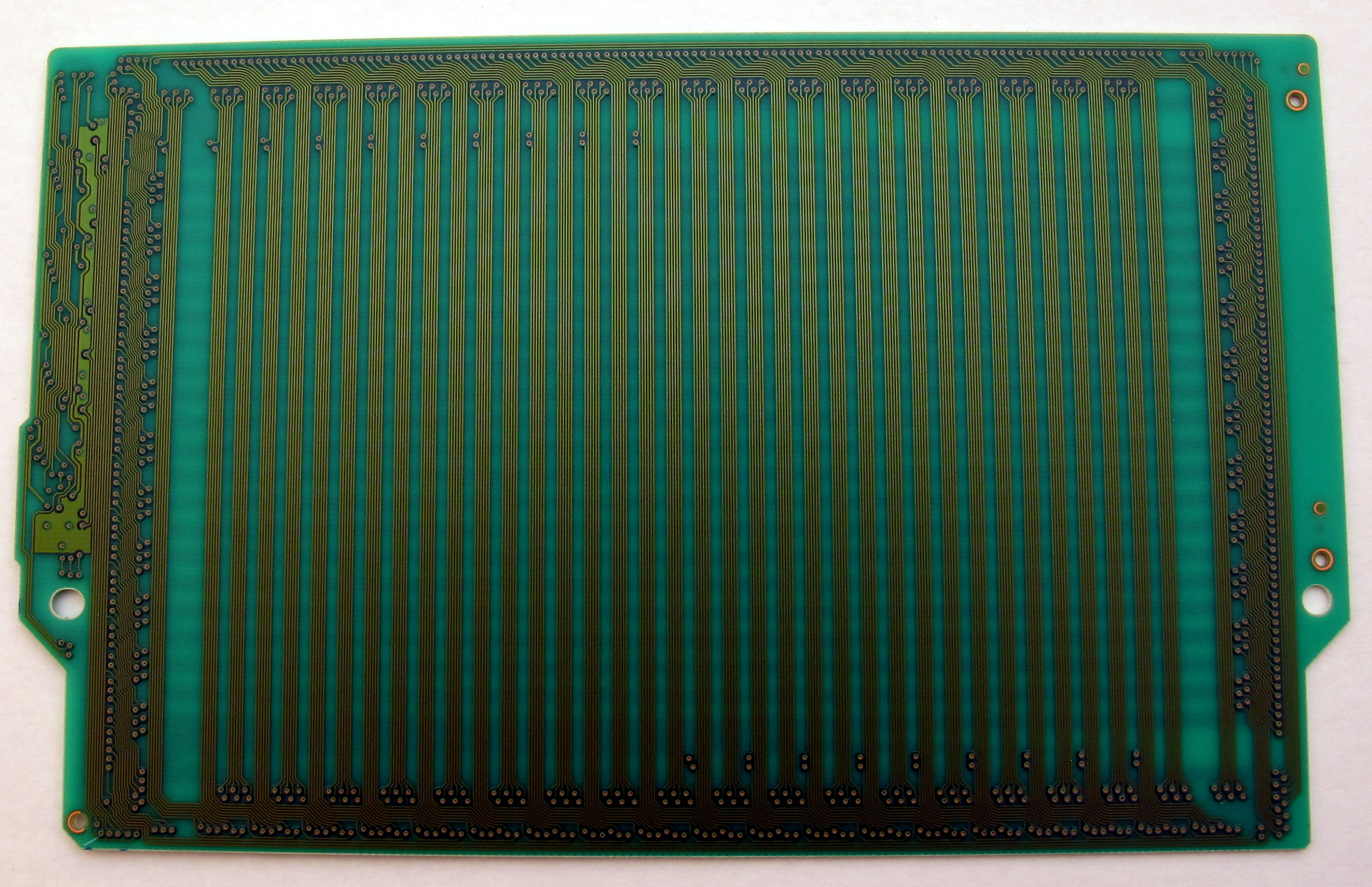
Placa de circuito do sensor indutivo de uma mesa digitalizadora indutiva

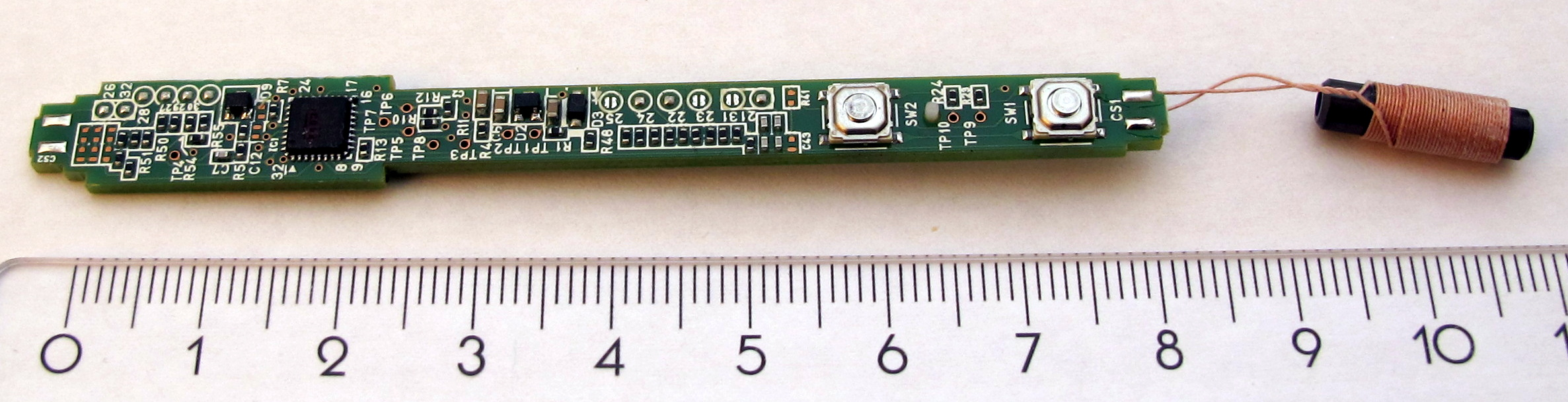
A eletrônica da caneta ativa de um tablet indutivo. A bobina à direita está na ponta da caneta

Dependendo do sistema e do fabricante, diferentes técnicas são usadas para detecção de posição - uma combinação dessas técnicas também é possível.
Em sistemas capacitivos, uma mudança na capacitância elétrica em certas áreas da superfície permite a determinação da posição. No caso de comprimidos resistivos, a posição é determinada pela pressão na superfície, o que provoca uma mudança na resistência elétrica em certas áreas da superfície e, portanto, permite a determinação da posição. Um método amplamente utilizado para tablets gráficos é o sistema de transmissão indutiva descrito em mais detalhes abaixo com as seguintes propriedades:
1. Determinação seletiva e bidimensional da posição da caneta, que é guiada sobre a mesa gráfica. A seletividade suprime a interferência, por exemplo, da mão. A posição é determinada na eletrônica do tablet, adaptada às propriedades da caneta.
2. Se não houver bateria na caneta de entrada ativa para a fonte de alimentação, o sistema indutivo também serve para fornecer energia para os componentes eletrônicos da caneta. Tecnicamente, isso é implementado com acoplamento indutivo de campo próximo. São utilizados processos semelhantes aos usados em sistemas RFID sem contato, nos quais a eletrônica do transponder é alimentada com energia elétrica pelo dispositivo de leitura durante o processo de leitura.
3. Uma forma adequada de transferência de dados sem fio entre o tablet e a caneta, que permite a transmissão de informações adicionais. Isso inclui, por exemplo, as informações sobre os diferentes botões da caneta, a intensidade da pressão que é exercida na ponta e que é captada por um sensor de pressão, com alguns inclinações da caneta e informações adicionais, como identificações exclusivas de certas canetas para troca automática de ferramentas.

O sistema indutivo baseado na tecnologia RFID evita a identificação incorreta, por exemplo, pela mão ou dedos que estão na área ou no tablet. A principal diferença do ponto de vista técnico para um sistema RFID é a capacidade de determinar com precisão a posição da caneta, uma propriedade que não é necessária com os transponders RFID.
Com a determinação da posição indutiva, há uma placa de circuito do sensor com várias trilhas condutoras horizontais e verticais na bandeja sob a superfície, conforme mostrado na figura ao lado. As trilhas verticais do condutor são encaminhadas de um lado e as trilhas horizontais do lado oposto. Essas trilhas condutoras são conectadas a grupos de várias bobinas de 10 que podem ser trocadas pela eletrônica do tablet. A posição das bobinas na placa de circuito é conhecida com exatidão e por comutação cíclica de sinais curtos de corrente alternada, a posição do pino pode ser determinada no arranjo formado desta forma.

### Ferramentas diferentes

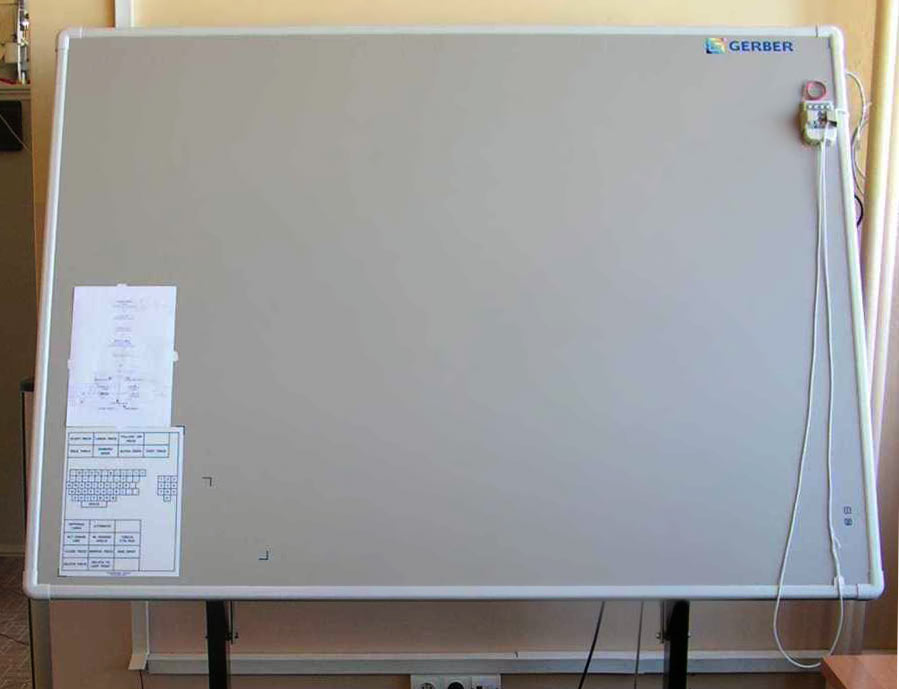
Mesa digitalizadora de grande formato: a bobina no disco é claramente visível

Como alternativa à caneta, pode-se utilizar o chamado puck, que se move sobre o tablet como um mouse de computador e, com o auxílio de uma cruz, permite um direcionamento mais preciso do tablet e, assim, a digitalização de templates. Nesse caso, a bobina geralmente é colocada visivelmente ao redor da mira. Alguns fabricantes oferecem diferentes pontas de canetas para uma percepção tátil adaptada à ferramenta simulada, até ferramentas que são modeladas em um aerógrafo.
Se ferramentas diferentes forem oferecidas, um sinal de identificação da ferramenta é frequentemente transmitido automaticamente para o tablet, o que economiza a troca da ferramenta manualmente e permite configurações individuais para cada caneta, assim como nas ferramentas clássicas de desenho.
A maioria dos tablets gráficos também possui teclados além da área sensível ao contato, às vezes também teclados virtuais na borda da área para poder acessar rapidamente as funções do programa ou alterar as configurações da ferramenta atual.

## Tipos
Houve muitas tentativas de categorizar as tecnologias que foram usadas para tablets gráficos:
Comprimidos passivosOs tablets passivos usam a tecnologia de indução eletromagnética, em que os fios horizontal e vertical do tablet operam como bobinas de transmissão e recepção (em oposição aos fios do RAND Tablet que apenas transmitem). O tablet gera um sinal eletromagnético, que é recebido pelo circuito LC na caneta. Os fios no tablet mudam para um modo de recepção e lêem o sinal gerado pela caneta. Os arranjos modernos também fornecem sensibilidade à pressão e um ou mais botões, com a eletrônica para esta informação presente na caneta. Em tablets mais antigos, alterar a pressão na ponta da caneta ou pressionar um botão alterou as propriedades do circuito LC, afetando o sinal gerado pela caneta, que os modernos frequentemente codificam no sinal como um fluxo de dados digital. Ao usar sinais eletromagnéticos, o tablet é capaz de detectar a posição da caneta sem que ela tenha que tocar a superfície, e alimentar a caneta com esse sinal significa que os dispositivos usados com o tablet nunca precisam de baterias. O Activslate 50, o modelo usado com os quadros brancos da Promethean, também usa um híbrido dessa tecnologia.
Tablets ativosOs tablets ativos diferem porque a caneta usada contém componentes eletrônicos autoalimentados que geram e transmitem um sinal ao tablet. Essas agulhas contam com uma bateria interna em vez do tablet para sua alimentação, resultando em uma caneta mais volumosa. Eliminar a necessidade de ligar a caneta significa que esses tablets podem ouvir os sinais da caneta constantemente, pois eles não precisam alternar entre os modos de transmissão e recepção, o que pode resultar em menos tremulação.
Comprimidos óticosOs tablets ópticos operam por uma câmera digital muito pequena na caneta e, em seguida, fazendo a correspondência de padrões na imagem do papel. O exemplo de maior sucesso é a tecnologia desenvolvida por Anoto.[carece de fontes?]
Tablets acústicosOs primeiros modelos foram descritos como tablets de faísca - um pequeno gerador de som era montado na caneta e o sinal acústico captado por dois microfones colocados perto da superfície de escrita. Alguns projetos modernos são capazes de ler posições em três dimensões.
Tablets capacitivosEsses tablets também foram projetados para usar um sinal eletrostático ou capacitivo. Os designs da Scriptel são um exemplo de tablet de alto desempenho que detecta um sinal eletrostático. Ao contrário do tipo de design capacitivo usado para telas sensíveis ao toque, o design Scriptel é capaz de detectar a posição da caneta enquanto ela está próxima ou pairando sobre o tablet. Muitos tablets multitoque usam detecção capacitiva.
Para todas essas tecnologias, o tablet pode usar o sinal recebido para determinar também a distância da caneta da superfície do tablet, a inclinação (ângulo da vertical) da caneta e outras informações além das posições horizontal e vertical, como clicar nos botões da caneta ou a rotação da caneta.
Comparado com telas sensíveis ao toque, um tablet gráfico geralmente oferece uma precisão muito maior, a capacidade de rastrear um objeto que não está tocando o tablet e pode coletar muito mais informações sobre a caneta, mas normalmente é mais caro e só pode ser usado com o especial caneta ou outros acessórios.
Alguns tablets, especialmente os mais baratos voltados para crianças pequenas, vêm com uma caneta com fio, usando tecnologia semelhante aos tablets RAND mais antigos.

## Tablets LCD integrados
Alguns tablets gráficos incorporam um LCD no próprio tablet, permitindo ao usuário desenhar diretamente na superfície da tela.
Os híbridos de tablet/tela gráfica oferecem vantagens sobre as telas de toque padrão do PC e os tablets gráficos comuns. Ao contrário das telas sensíveis ao toque, eles oferecem sensibilidade à pressão, e sua resolução de entrada é geralmente maior.[carece de fontes?] Embora sua sensibilidade à pressão e resolução não sejam normalmente melhores do que as de tablets comuns, eles oferecem a vantagem adicional de ver diretamente a localização da caneta física dispositivo em relação à imagem na tela. Isso geralmente permite maior precisão e uma sensação mais tátil e "real" do uso do dispositivo.
O fabricante de tablets gráficos Wacom detém muitas patentes em tecnologias-chave para tablets gráficos, o que força os concorrentes a usar outras tecnologias ou licenciar as patentes da Wacom. Os monitores costumam ser vendidos por milhares de dólares. Por exemplo, a série Wacom Cintiq varia de pouco menos de US $ 1.000 a mais de US $ 2.000.
Alguns híbridos de tela de tablet gráficos disponíveis comercialmente incluem:
- Cintiq da Wacom[12]
- Huion
- XP-PEN
- Ugee
- VEIKK

Também houve projetos "faça você mesmo", em que monitores LCD convencionais e tablets gráficos foram convertidos em um híbrido de tela de tablet gráfico.

## Usos
Computação GráficaTablets gráficos, por causa de sua interface baseada em caneta e (em alguns casos) habilidade para detectar pressão, inclinação e outros atributos do stylus e sua interação com o tablet, são amplamente considerados por fornecer um método bastante natural de criar gráficos de computador, especialmente os bidimensionais. Com efeito, muitos pacotes gráficos (por exemplo, Inkscape, Photoshop e GIMP) são capazes de fazer uso da informação de pressão (e, em alguns casos, da inclinação da caneta) gerada por um tablet e assim modificar atributos tais como tamanho do pincel, opacidade e cor baseados nos dados recebidos do tablet gráfico.
DesenhosTablets são também muito populares para desenhos técnicos e CAD, visto que se pode colocar uma folha de papel sobre os mesmos sem interferir no seu funcionamento. Muitos dos mais bem sucedidos artistas que desenham para a Internet usam tablets para colorir diretamente no computador.
Tablets estão se popularizando como substitutos do mouse no papel de dispositivo apontador. Eles podem parecer mais intuitivos para alguns usuários do que um mouse, já que a posição de uma caneta em um tablet normalmente corresponde à localização do ponteiro na GUI mostrada na tela do computador. Os artistas que usam uma caneta para trabalhos gráficos, por uma questão de conveniência, usam um tablet e uma caneta para as operações padrão do computador, em vez de largar a caneta e encontrar um mouse. Um jogo popular Osu! permite a utilização de um tablet como forma de jogar. Os defensores do seu uso citam o alívio da LER e uma grande intuitividade como seus principais atrativos.
No Extremo Oriente, tablets gráficos ou tablets à caneta como são conhecidos por lá, são largamente usados em conjunção com programas de edição de entrada para escrever em caracteres chineses, japoneses e coreanos. A tecnologia é popular e barata, e entre outras, companhias tais como a Twinbridge Software de Los Angeles, Califórnia, são capazes de fornecer um tablet gráfico completo, com manuais técnicos em inglês e suporte ao usuário, por cerca de US$ 100.
Os tablets gráficos estão disponíveis em vários tamanhos e faixas de preço; Os comprimidos de tamanho A6 são relativamente baratos e os de tamanho A3 muito mais caros. Os tablets modernos geralmente se conectam ao computador por meio de uma interface USB ou HDMI. Alguns dos tablets gráficos mais recentes também suportam smartphones, mas sugere-se usá-los no computador para uma melhor experiência de trabalho.

### Exemplos
Em sistemas avançados de gráficos de computador, o tablet gráfico tem sido o dispositivo de entrada favorito. Alguns exemplos são:
- Sistema de imagem Crosfield
- Quantel Paintbox

## Dispositivos similares
Dispositivos similares aos tablets gráficos, tais como sistemas baseados em canetas ópticas, têm sido usados para controlar outros dispositivos, como o computador musical Fairlight CMI.
Monitores touch screen são operados de modo semelhante, mas geralmente ou usam retículas ópticas ou um filme sensível à pressão, e por isso não precisam de um dispositivo apontador específico.
Um tablet gráfico também é usado para produtos Audio-Haptic, onde pessoas cegas ou deficientes visuais tocam gráficos aumentados em um tablet gráfico e obtêm feedback de áudio disso. O produto que usa essa tecnologia é denominado Tactile Talking Tablet ou T3.
O desenvolvimento do tablet é outro exemplo da integração de tablet gráfico e tela.

## Fabricantes
- ACE CAD Enterprise
- Adesso
- Aiptek
- Genius KYE
- GTCO CalComp
- UC-Logic
- Wacom
- Xp-pen